# Chiloscyphus tenacifolius
Chiloscyphus tenacifolius là một loài rêu tản trong họ Lophocoleaceae. Loài này được (Hook. f. & Taylor) Hentschel & J. Heinrichs mô tả khoa học lần đầu tiên năm 2007.